# Mariko Okada
Mariko Okada (岡田 茉莉子, Okada Mariko, 11 de janeiro de 1933) é uma atriz japonesa de teatro e cinema que estrelou em muito dos filmes dirigidos por Mikio Naruse, Yasujirō Ozu, Keisuke Kinoshita e outros cineastas de seu país. Ela era casada com o diretor de cinema Yoshishige Yoshida.

## Biografia
Okada era filha do ator de cinema mudo Tokihiko Okada (pseudônimo de Eiichi Takahashi), que morreu no ano seguinte ao seu nascimento, e sendo criada pela irmã de sua mãe ainda na infância. Sua estreia cinematográfica se deu com o filme Maihime de Mikio Naruse, de 1951, com quem trabalhou novamente em Fūfu, Nuvens Flutuantes e Nagareru. Insatisfeita com os papéis para os quais foi designada, ela deixou os estúdios da Toho após o término de seu contrato, e assinou com a Shochiku. Nos anos seguintes, ela estrelou em Akibiyori e Sanma no Aji, de Yasujirō Ozu, Spring Dreams e Kōge, de Keisuke Kinoshita, e Ryōju, de Heinosuke Gosho.
Akitsu onsen de 1962 foi o 100º filme de Okada e o primeiro sob a direção de seu futuro marido, Yoshishige Yoshida. Entre 1965 e 1971, Okada estrelou em todos os filmes de Yoshida, predominantemente melodramas independentes e narrados de uma forma vanguardista, dos quais Erosu purasu gyakusatsu foi formalmente o mais radical.
Anos depois, ela apareceu em filmes como Tanpopo (1985), de Juzo Itami, e Eri Eri Rema Sabakutani (2005), sendo este seu último papel no cinema até então. Ela também se apresentou regularmente em peças teatrais e em produções televisivas.

## Filmografia selecionada

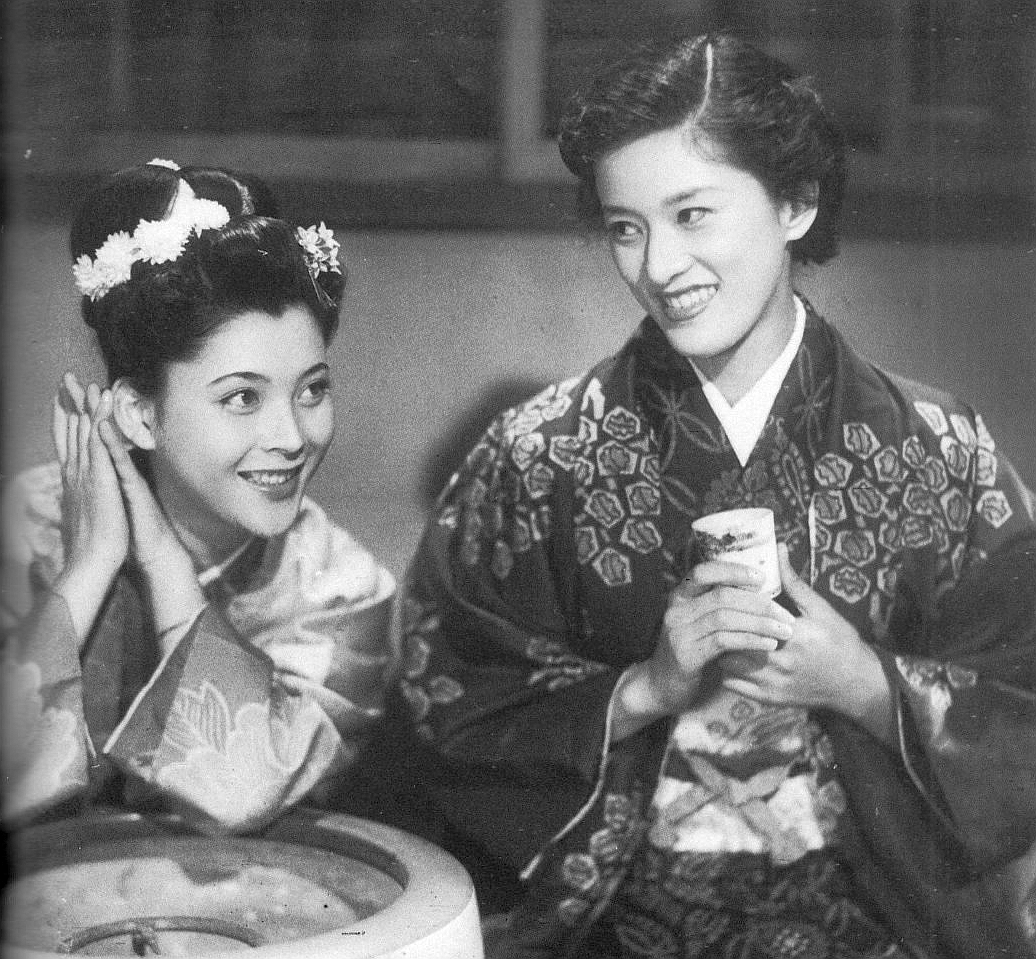
Mariko Okada e Yoko Sugi em Fūfu (1953)

### Filmes
- Maihime (1951)
- Fūfu (1953)
- Miyamoto Musashi (1954)
- Nuvens Flutuantes (1955)
- Tabiji (1955)
- Zoku Miyamoto Musashi: Ichijōji no Kettō (1955)
- Nagareru (1956)
- Miyamoto Musashi Kanketsuhen: Kettō Ganryūjima (1956)
- Yagyu Bugeicho (1957)
- Doshaburi (1957)
- Spring Dreams (1960)
- Akibiyori (1960)
- Ryōju (1961)
- Enraptured (1961)
- Sanma no Aji (1962)
- Akitsu onsen (1962)
- Kōge (1964)
- A Story Written with Water (1965)
- Yotsuya kaidan (1965)
- Onna no mizūmi (1966)
- Jōen (1967)
- Juhyō no yoromeki (1968)
- Erosu purasu gyakusatsu (1969)
- Rengoku eroica (1970)
- Kaigenrei (1973) (também como produtora)[9]
- Ningen no Shōmei (1977) – Kyoko Yasugi
- Akō-jō danzetsu (1978) – Riku
- Conquest (1982)
- Tanpopo (1985)
- Marusa no onna (1987)
- Omocha (1999)
- Kagami no onnatachi (2002)
- Eri Eri Rema Sabakutani (2005)[1]

### Séries de televisão
- Yagyū ichizoku no inbō (1978) – Lady Kasuga
- Sanada Taiheiki (1985–86) – Yodo-dono[1]

## Prêmios
- 1958: 13º Mainichi Film Awards - Performance de uma Atriz Coadjuvante na Akujo no Kisetsu (悪女の季節)[10]
- 1962: 36º Prêmio Kinema Junpo - Performance de uma Atriz em um papel principal por Kotoshi no Koi (今年の恋)  e Kiriko no Unmei (霧子の運命)[11][12]
- 1962: 17º Mainichi Film Awards - Performance de uma Atriz em um papel principal por Love This Year e Akitsu Onsen (秋津温泉)[13]
- 1998: Prêmios Golden Glory Award, Platinum Grand Prize e 8º Japan Movie Critics Awards[14]